# آلگانکوئین جنوبی
آلگانکوئین جنوبی (به انگلیسی: South Algonquin) یک منطقهٔ مسکونی در کانادا است که در بخش نیپیسینگ واقع شده‌است. آلگانکوئین جنوبی ۸۷۳٫۴۳ کیلومتر مربع مساحت و ۱٬۰۹۶ نفر جمعیت دارد.